# Музей природы Бурятии
Музе́й приро́ды Буря́тии (бур. Буряад ороной байгаалиин музей) — естественно-научный эколого-просветительский музей в городе Улан-Удэ, Республика Бурятия.

## Описание
15 февраля 1978 года вышло постановление Министерства культуры РСФСР об открытии Музея природы Бурятии. Музей открыт в 1983 году на базе отдела природы Верхнеудинского краеведческого музея. С 2011 года входит в состав Государственного автономного учреждения культуры РБ «Национальный музей Республики Бурятия». Член ассоциации «Открытый музей», главная миссия — экологическое просвещение.
Коллекции музея составляют семь групп хранения: зоология, ботаника, палеонтология, приборы и вещи, картины и схемы, геология, фото и слайды. Ведутся научные работы по темам "Население и экология птиц трансформированных территорий", "Род кизильник в экосистемах Прибайкалья", "Положение женщины в буддизме Индии, Монголии и Бурятии" и др.
Ежегодно проводятся 1—2 конференции, экскурсии, лекции, конкурсы, экологические акции, выставки (более 30), специальные детские мероприятия: тематические экскурсии, занятия в детском музее-лаборатории «Окно в природу», спектакли музейного экологического театра «Душа Байкала», передвижная выставка «В гостях у Ерошки» и др.
Экспозиция музея расположена в 5 залах и построена ландшафтным методом с использованием оригинального архитектурно-художественного решения. Главная тема экспозиции — «Человек и природа», отражающая богатство природы Бурятии, её охрану, взаимоотношения человека и природной среды. Центральная тема — озеро Байкал.
Музей природы — победитель конкурса «Меняющийся музей в меняющемся мире».

## Здание музея
Музей располагается в бывшем здании «Дома общественного собрания» на улице Ленина. Двухэтажное каменное строение построено во время Первой мировой войны военнопленными австрийцами.
Здание является объектом культурного наследия федерального значения согласно Постановлению СМ РСФСР № 624 от 4 декабря 1974 года.
Площади музея:
- экспозиционно-выставочная — 650 м²
- временных выставок — 58 м²
- фондохранилищ — 62 м²
- Единиц хранения: 16000, из них 6437 предметов основного фонда
- Количество сотрудников: 35, из них 13 научных
- Среднее количество посетителей в год: 60500

## Основные экскурсии
- Подводный мир
- В гостях у Ерошки
- Обзорная экскурсия по Бурятии

## Отдельные экспонаты

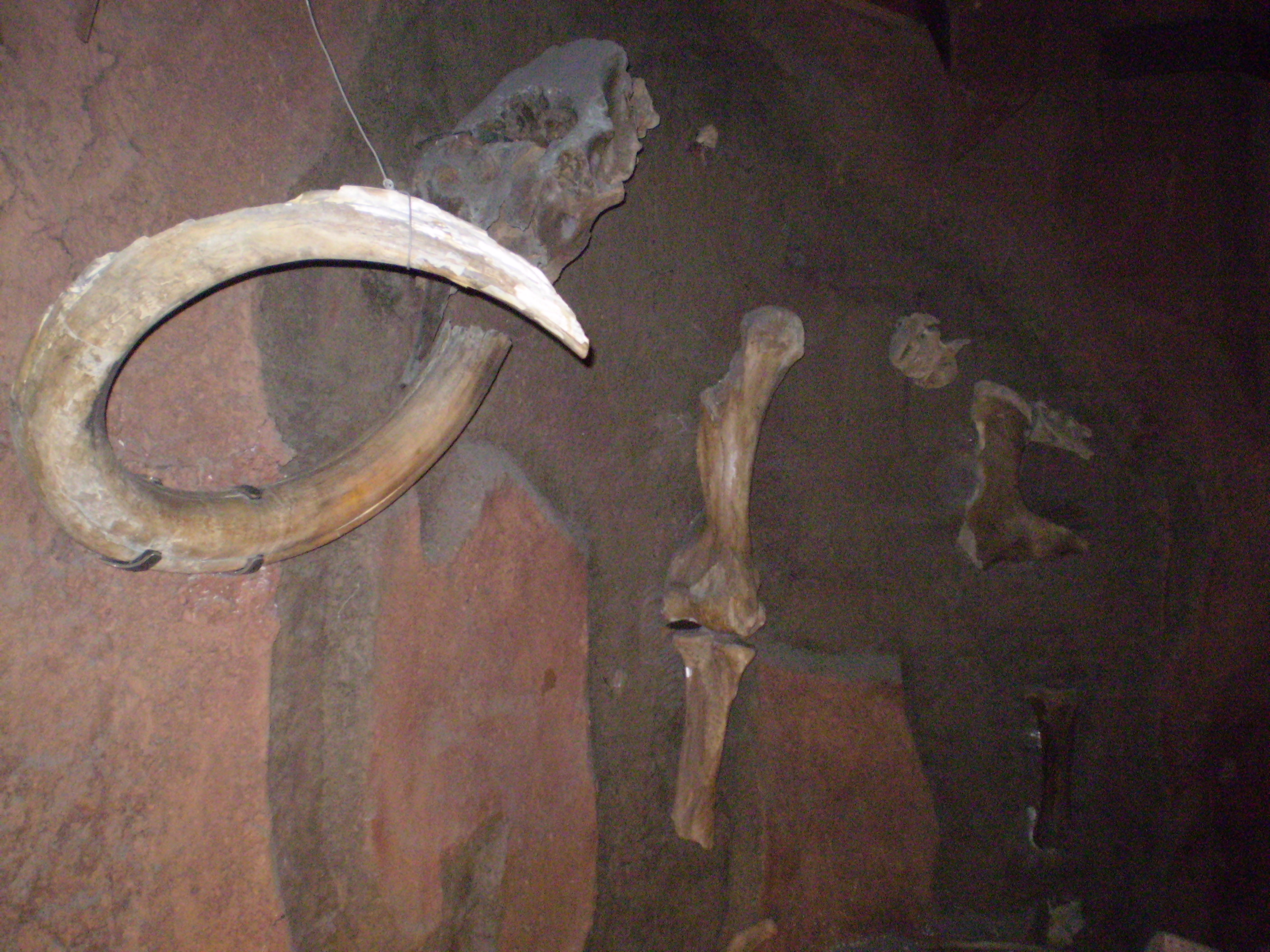
Фрагмент скелета мамонта

Наиболее интересные предметы фондов:
- Чёрный журавль (чучело)
- Дрофа (чучело)
- Голомянка Дыбовского или малая голомянка
- Яйцо беркута (яйцо)
- Кот-манул (чучело)
- Чёрный гриф (чучело)
- Чёрный аист (чучело)
- Большой баклан (чучело)
- Лошадь Пржевальского (чучело)

## Партнёры
- Музей естественной истории, Улан-Батор.
- Биологический центр Музея города Линца, Австрия.